# Aqtoghay
Aqtoghay är en ort i Kazakstan.   Den ligger i oblystet Östkazakstan, i den östra delen av landet, 800 km sydost om huvudstaden Astana. Aqtoghay ligger 365 meter över havet och antalet invånare är 4 974.
Terrängen runt Aqtoghay är mycket platt. Runt Aqtoghay är det mycket glesbefolkat, med 3 invånare per kvadratkilometer. Det finns inga andra samhällen i närheten. Trakten runt Aqtoghay består i huvudsak av gräsmarker.